# Ras al-Ajn
Ras al-Ajn (hebrejsky ראס אל-עין, arabsky رأس العين, v oficiálním přepisu do angličtiny Ras al-Ein) je vesnice v Izraeli, v Severním distriktu, v Oblastní radě Misgav.

## Geografie
Leží v nadmořské výšce 225 metrů, v Dolní Galileji, cca 27 kilometrů východně od břehů Středozemního moře a cca 20 kilometrů na západ od Galilejského jezera. Je situována nedaleko jihovýchodního okraje údolí Bejt ha-Kerem na východním úpatí hory Har Kamon, v hlubokém údolí, jímž protéká vádí Nachal Calmon.
Obec se nachází cca 107 kilometrů severovýchodně od centra Tel Avivu a cca 37 kilometrů severovýchodně od centra Haify. Ras al-Ajn obývají izraelští Arabové respektive arabští Beduíni, přičemž osídlení v tomto regionu je etnicky smíšené. 2 kilometry na sever leží město Rama, které obývají Arabové a Drúzové. Podobné složení populace má i město Maghar 3 kilometry jihovýchodním směrem. 7 kilometrů západně odtud zase leží jediné větší židovské sídlo – město Karmiel. Krajina mezi těmito centry je ovšem postoupena řadou menších židovských i arabských vesnic.
Ras al-Ajn je na dopravní síť napojen pomocí lokální silnice 804, jež severně od vesnice ústí do dálnice číslo 85.

## Dějiny
Ras al-Ajn je obýván beduínským kmenem Sava'id, který obývá část osady východně od hlavní silnice, a rodinou křesťanských Arabů žijící západně od silnice. Původní beduínští kočovní pastevci se tu postupně trvale usadili. Teprve roku 1996 byla jejich osada uznána izraelskou vládou za oficiální obec.

## Demografie
Podle údajů z roku 2014 tvořili populaci v Ras al-Ajn Arabové. Jde o menší sídlo vesnického typu s dlouhodobě rostoucím počtem obyvatel. K 31. prosinci 2014 zde žilo 335 lidí. Během roku 2014 populace stoupla o 2,4 %.
| Rok            | 2001 | 2003 | 2004 | 2005 | 2006 | 2007 | 2008 | 2009 | 2010 | 2011 | 2012 | 2013 | 2014 |
| -------------- | ---- | ---- | ---- | ---- | ---- | ---- | ---- | ---- | ---- | ---- | ---- | ---- | ---- |
| Počet obyvatel | 239  | 259  | 263  | 268  | 284  | 294  | 298  | 304  | 305  | 305  | 318  | 327  | 335  |